# 540-ві до н. е.

## Події
- Карфаген: генералом, а надалі царем стає Магон Великий.
- Китай: триває період Чуньцю;
- Японія: 549 — початок правління Імператора Аннея;

## Народились
- Леотіхід — цар Спарти
- Епіхарм — давньогрецький поет і філософ